# Санкович, Боян
Боян Санкович (черног. Bojan Sanković / Бојан Санковић; 21 ноября 1993, Книн, Хорватия) — черногорский футболист, полузащитник венгерского клуба «Залаэгерсег».

## Карьера
Футбольную карьеру начал в 2012 году в составе клуба «Младост» Подгорица.
В 2013 году подписал контракт с клубом «Уйпешт».
В начале 2020 года перешёл в казахстанский клуб «Иртыш» Павлодар.

## Достижения
«Уйпешт»
- Обладатель Кубка Венгрии (2): 2013/14, 2017/18
- Финалист Кубка Венгрии (1): 2015/16

## Клубная статистика
| Игровая карьера | Игровая карьера | Игровая карьера | Лига | Лига | Кубок | Кубок | Межд. | Межд. | Др. | Др. |
| --------------- | --------------- | --------------- | ---- | ---- | ----- | ----- | ----- | ----- | --- | --- |
| 2020/21         | Залаэгерсег     | А               | 32   | 0    | 1     | 1     | —     | —     | —   | —   |
| 2021/22         | Залаэгерсег     | А               | 29   | 0    | —     | —     | —     | —     | —   | —   |
| 2022/23         | Залаэгерсег     | А               | 19   | 0    | 1     | 0     | —     | —     | —   | —   |